# I fjol i Marienbad
I fjol i Marienbad är en fransk-italiensk film från 1961, regisserad av Alain Resnais med manus av Alain Robbe-Grillet. Filmen är berömd för sin gåtfulla och drömlika berättarstil som både har fascinerat och förbryllat publik och kritiker. Filmen vann Guldlejonet vid filmfestivalen i Venedig.

## Handling
Filmen utspelar sig i ett slott eller på ett barocklikt hotell. En man närmar sig en kvinna och hävdar att de har mötts föregående år i Marienbad och att hon nu väntar på honom där. Hon förnekar att de har träffats tidigare. Filmens tredje rollfigur är en annan man, som kan vara kvinnans make. Genom gåtfulla tillbakablickar och drömlika kast i tid och rum utforskas personernas relationer till varandra. Dialoger och händelser upprepas delvis i olika miljöer i och omkring slottet.

## Roller (urval)
- Giorgio Albertazzi – mannen
- Delphine Seyrig – kvinnan
- Sacha Pitoëff – den tredje mannen, som kan vara kvinnans make

## Om filmen
I fjol i Marienbad har visats i SVT, bland annat 1992, 2011, i mars och november 2024 och i juni 2025.